# Fatal Fury: The Motion Picture
Pour plus de détails, voir Fiche technique et Distribution.
Fatal Fury: The Motion Picture (餓狼伝説 THE MOTION PICTURE, Garō Densetsu: The Motion Picture) est un film japonais réalisé par Masami Ōbari, sorti en 1994. Il adapté de la série de jeux vidéo Fatal Fury. Le film propose une histoire originale.

## Fiche technique
- Titre : Fatal Fury: The Motion Picture
- Titre original : 餓狼伝説 THE MOTION PICTURE (Garō Densetsu: The Motion Picture)
- Réalisation : Masami Ōbari
- Scénario : Yuji Matsumoto et Takashi Yamada
- Musique : Toshihiko Sahashi
- Production : Hiromichi Mogaki, Susumu Nakajima, Yumiko Shigeoka, Yoshihiro Suzuki, Tatsuji Yamazaki et Toshifumi Yoshida
- Société de production : Asatsu, Fuji Television Network, SNK Playmore et Shōchiku
- Société de distribution : Shōchiku (Japon)
- Pays :  Japon
- Genre : Animation et action
- Durée : 100 minutes
- Dates de sortie :
  -  Japon : 16 juillet 1994

## Doublage
| Personnage                     | Japonais            | Anglais             | Français            |
| ------------------------------ | ------------------- | ------------------- | ------------------- |
| Terry Bogard                   | Kazukiyo Nishikiori | Mark Hildreth       | Sylvain Goldberg    |
| Andy Bogard                    | Keiichi Nanba       | Peter Wilds         | n/a                 |
| Joe Higashi                    | Nobuyuki Hiyama     | Jason Gray-Stanford | Olivier Cuvellier   |
| Mai Shiranui                   | Kotono Mitsuishi    | Lisa Ann Beley      | Sabrina Leurquin    |
| Sulia Gaudeamus                | Tomo Sakurai        | Myriam Sirois       | Catherine Conet     |
| Laocorn Gaudeamus              | Shin-ichiro Miki    | Matt Hill           | n/a                 |
| Panni                          | Yō Inoue            | Janyse Jaud         | Guylaine Gibert     |
| Hauer                          | Shō Hayami          | Paul Dobson         | Jean-Marc Delhausse |
| Jamin                          | Kenji Utsumi        | John Payne          | n/a                 |
| Kim Kaphwan                    | Daiki Nakamura      | David Kaye          | n/a                 |
| Kim Myonsaku (la femme de Kim) | Shiho Niiyama       | Janyse Jaud         | n/a                 |
| Kim Dong Hwan                  | Kaoru Fujino        | n/a                 | n/a                 |
| Cheng Sinzan                   | Chafurin            | Robert O. Smith     | n/a                 |
| Big Bear                       | Hisao Egawa         | Robert O. Smith     | n/a                 |
| Billy Kane                     | Tomohiro Nishimura  | Paul Dobson         | n/a                 |
| Duck King                      | Yūji Mitsuya        | Matt Hill           | n/a                 |
| Lily McGuire                   | Kikuko Inoue        | Willow Johnson      | Véronique Biefnot   |
| Jubei Yamada                   | Jōji Yanami         | French Tickner      | n/a                 |
| Richard Meyer                  | Masaharu Satō       | Ward Perry          | Michel Gervais      |
| Laurence Blood                 | Kōji Totani         | Ward Perry          | n/a                 |
| Geese Howard                   | Hidekatsu Shibata   | Ward Perry          | n/a                 |
| Le maire                       | Ikuya Sawaki        | Robert O. Smith     | n/a                 |
| La show girl                   | Junko Hagimori      | Lisa Ann Beley      | n/a                 |
| Reiko Chiba                    | Reiko Chiba         | Trish Ledoux        | n/a                 |
| Mr Sang                        |                     |                     | Bernard Faure       |